# Cinéma napolitain
L'histoire du cinéma napolitain, commence à la fin du XIXe siècle et se poursuit jusqu'à la période fasciste, le gouvernement donnant à cette époque la priorité au développement de la production cinématographique dans la capitale italienne avec la Cinecittà. La production cinématographique repart à la fin des années 1940 et au début des années 1950.

## Histoire

### XIXesiècle
Une des premières scènes tournées à Naples le fut par Étienne-Jules Marey en 1890 ou 1891. Avec le fusil chronophotographique qu'il avait inventé, Marey filma une vague se brisant sur les faraglioni di Capri (il s'agit d'une séquence de quelques secondes),.
Une année après la première projection publique des frères Lumière à Paris (1895), Mario Racanati, jeune émigré italien de retour des États-Unis, acheta une machine de projection, loua un local dans la Galleria Umberto I et vendit des billets pour ses projections publiques.
La production de films à Naples commença à cette même époque.

### XXesiècle

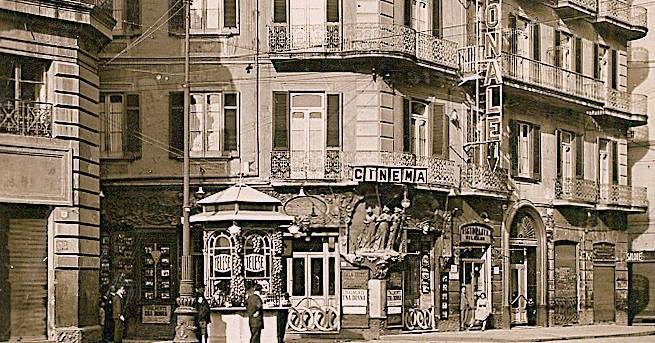
Cinéma Iride, première salle publique à Naples (photo des années 1930).

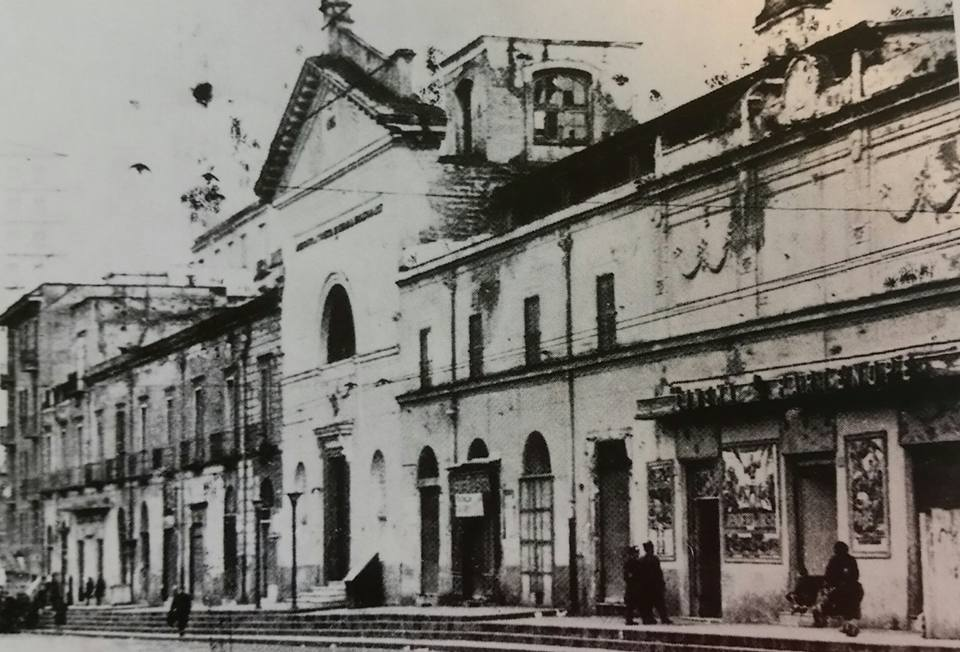
Cinéma Partenope, Piazza Cavour, début du XXe siècle.

De nombreux salles de cinéma s'ouvrirent dans la ville, comme par exemple le cinéma Iride, première salle publique ouverte à Naples en 1901.
En 1905, Roberto Troncone (it) produisit le premier film de fiction, Camorra, court métrage vériste. En vingt années, cinquante compagnies de production se créèrent à Naples, produisant environ 350 films, comme la Dora film fondée par la première réalisatrice italienne de films, Elvira Notari, et son mari.  
La crise économique de la fin des années 1920 mit un frein à la production. De 37 films en 1920, elle tomba à 4 en 1929.
Les années 20 et 30 furent une période sombre pour l'industrie cinématographique napolitaine en raison de plusieurs facteurs qui entrèrent en jeu, en plus de la situation économique.
Les maisons de production ne s'étaient pas équipées pour le parlant et elles étaient confrontées au problème de dialogues utilisant le napolitain au moment où le régime fasciste mettait en place l'unification linguistique du pays. De plus, le gouvernement ne voyait pas d'un bon œil la tradition filmique napolitaine qui était irrévérencieuse et ne donnait pas une image idéale du pays. Une directive gouvernementale de 1928 mit en place la nouvelle politique. Elle déclare que désormais, les films montrant des « musiciens ambulants, des vagabonds, des scugnizzi, des ruelles sales, des vêtements déchirés et des gens sans occupation » ne recevront plus de permis d'exploitation, étant une insulte à la société de citoyens industrieux que le régime veut mettre en place.

### XXIesiècle
Au XXIe siècle, l'importance de Naples comme centre de production cinématographique, lieu de tournage et sujet de film est établie, avec la sortie de films au succès international tel que Gomorra ou de séries comme L'Amie prodigieuse et I bastardi di Pizzofalcone (it).